# Моевский сахарный завод
Моевский сахарный завод — предприятие пищевой промышленности в селе Моевка Черневецкого района Винницкой области Украины.

## История
Сахарный завод в селе Моевка Ямпольского уезда Подольской губернии Российской империи был построен и начал работу в 1849 году.
В первой половине 1880х годов завод перерабатывал от 80 тыс. до 100 тыс. берковцев сахарной свеклы в год.
После окончания боевых действий гражданской войны завод был восстановлен и возобновил работу как государственное предприятие.
В ходе Великой Отечественной войны в 1941 - 1944 гг. село было оккупировано немецкими войсками, но после войны завод возобновил деятельность.
В советское время при активном участии рабочих завода был построен Дом культуры "Цукровик".
После провозглашения независимости Украины завод перешёл в ведение Государственного комитета пищевой промышленности Украины.
В мае 1995 года Кабинет министров Украины утвердил решение о приватизации завода. В дальнейшем, государственное предприятие было преобразовано в открытое акционерное общество, а 31 января 2000 года Кабинет министров Украины утвердил решение о продаже последних 25% акций завода, остававшихся в государственной собственности.
В 2001 году завод остановил производство и в 2002-2004 гг. не функционировал. В апреле 2004 года владельцы завода сообщили, что предприятие способно производить 2,12 тыс. тонн сахара в сутки, но своими силами восстановить работу не может и они готовы продать или сдать завод в аренду.
В 2002-2006 годы завод не функционировал. После того, как предприятие признали банкротом, в 2004 году рабочими завода при содействии местных жителей была предотвращена попытка демонтажа оборудования на металлолом (перед воротами устроили митинг и грузовик со сборщиками металла не сумел заехать на территорию завода). После перехода завода в собственность ЧП "Кряж" началось его восстановление. В 2007 году к заводу проложили газопровод и производство было восстановлено. В это время перерабатывающие мощности предприятия составляли 1,92 тыс. тонн сахарной свеклы в сутки.
Начавшийся в 2008 году экономический кризис привёл к снижению спроса на сахар и осложнил положение завода. В 2009 году здесь начались розничные продажи сахара (ранее завод занимался только оптовыми продажами). В 2010 году ситуация стабилизировалась, завод увеличил объемы производства и произвёл 9,393 тыс. тонн сахара. В сезоне сахароварения 2011 года завод переработал около 201,25 тыс. тонн сахарной свеклы и произвёл 28,34 тыс. т сахара.
В июле 2013 года ООО "Подольские сахароварни" (структурное подразделение агрохолдинга "Кряж", в собственности которой находился завод) взяла в банке "Киевская Русь" кредит в размере 36 млн. гривен под 21% годовых, заложив имущество трёх сахарных заводов. Деньги возвращены не были и в марте 2015 года Крыжопольский районный суд Винницкой области постановил взыскать с компании 207 млн. гривен, в мае 2015 года решение вступило в законную силу. В июле 2015 года хозяйственный суд Винницкой области вынес решение взыскать с компании в пользу банка "Киевская Русь" 290 млн. гривен (с учётом процентов и пеней), а на Моевском, Капустянском и Соколовском сахарных заводах была введена временная внешняя администрация.
В следующие годы завод не функционировал, но в январе 2018 года началась подготовка к запуску предприятия.